# Actinotus gibbonsii
Espèce
Actinotus gibbonsii est une espèce de plantes à fleurs de la famille des Apiaceae originaire d'Australie,.

## Description
Son cycle de vie est relativement court, environ un an. Ses fleurs sont roses

## Répartition et habitat
On le trouve dans les forêts d'eucalyptus et les landes arbustives du Queensland et de la Nouvelle-Galles du Sud
Elle a été décrite pour la première fois en 1867 par Ferdinand von Mueller.

## Systématique
Le nom correct complet (avec auteur) de ce taxon est Actinotus gibbonsii F.Muell..
Actinotus gibbonsii a pour synonyme :
- Actinotus gibbonsii var. baeuerlenii Maiden & Betche

### Étymologie
Le nom générique Actinotus vient du grec « actinotos » signifiant « radié », dérivé de « actinos » « rayon ». L'inflorescence est entourée d'un involucre de bractées étalées. L'épithète gibbonsii du latin « gibbosus » « bossu ». Les pétales ont une bosse..